# Txillardegi
Œuvres principales
- Leturiaren egunkari ezkutua (1957)

Compléments
Un des fondateurs de l'ETA
Txillardegi ou José Luis Álvarez Enparanza, né le 27 septembre 1929 est mort le 14 janvier 2012 à Saint-Sébastien, est un homme politique, un linguiste, académicien et écrivain basque espagnol de langue basque.
Il est considéré comme une des personnes qui a le plus influencé la culture et le nationalisme basque dans la seconde moitié du XXe siècle. Il jeta les bases de départ vers la formation du basque unifié lors du congrès d'Arantzazu et fut l'un des fondateurs de l'ETA.

## Biographie

### Travail littéraire
Né dans ce qui est désormais Donostia, la capitale de la province du Gipuzkoa, dans la Communauté autonome basque de l'Espagne, Txillardegi ne parlait pas le basque durant son enfance, mais l'a appris à ses 17 ans. Pendant des années, il a aussi utilisé les noms de plume Igara, Usako et Larresoro dans différentes publications en euskara.
De l'automne 1963 à l'été 1964, Txillardegi réunit autour de lui une équipe de basquisants, pour jeter les bases de départ vers la formation d'un basque écrit commun. Mais après le congrès d'Arantzazu, les propositions de Txillardegi et son équipe, très attaché aux PH, Y, etc. hérités du grec ancien, ne seront pas retenues.
Son œuvre Leturiaren Egunkari Ezkutua, considérée comme le premier roman moderne écrit en basque, marque un « avant » et un « après » dans la littérature basque.

### Travail politique
Membre du Parti nationaliste basque dans sa jeunesse, il a défendu une conception du basque basée sur la langue, en promouvant la défense et l'étude du basque.
Txillardegi fut l'un des fondateurs d'ETA, en 1959, avec un groupe de jeunes nationalistes et une figure visible de la branche culturelle du mouvement.
En 1977, il prend part à la fondation de la coalition Herri Batasuna comme dirigeant du parti ESB (es) et est élu sénateur par la coalition abertzale lors des premières élections.
Considérant que la stratégie armée était non viable, il milite à Aralar pendant un temps, jusqu'à ce qu'il décide de démissionner publiquement quand, en 2007, ce parti prend part à une action de solidarité avec les victimes d'ETA, organisée par le Gouvernement basque. Il s'est présenté aux élections municipales en coalition avec EBB. Dans les élections générales de 2008, on a annoncé sa présence dans la candidature au Sénat d'ANV pour la circonscription du Guipuscoa. En 2004, il reçoit le prix Argizaiola au Salon du livre et du disque basques de Durango.

## Œuvre

### Narration
- Kosmodromo, 1984, Haranburu.

### Nouvelles
- Leturiaren egunkari ezkutua, 1957, Euskaltzaindia. Berrargitalpenak: Leopoldo Zugaza, 1977, eta Elkar, 1983 ;
- Elsa Scheelen, 1969, Lur. Berrargitalpena: Elkar, 1978 ;
- Peru Leartzako, 1960, Itxaropena. Berrargitalpena: Elkar, 1979 ;
- Haizeaz bestaldetik, 1979, Éditions Egilea. Berrargitalpena: Elkar, 1988 ;
- Exkixu, 1988, Elkar ;
- Putzu, 1999, Elkar ;
- Labartzari agur, 2005, Elkar.

### Essais
- Huntaz eta hartaz, 1965, Goiztiri. Berrargitalpena: Elkar, 1983 ;
- Sustrai bila. Zenbait euskal koropilo, 1970, Irakur Saila ;
- Hizkuntza eta pentsakera, 1972, Gero-Mensajero ;
- Oinarri bila, 1977, Éditions Egilea ;
- Euskal Herritik erdal herrietara, 1978, Éditions Egilea ;
- Euskal gramatika, 1978, UEU ;
- Euskal kulturaren zapalketa 1956-1981, 1984, Elkar ;
- Soziolinguistika matematikoa, 1994, UEU : Xabier Isasirekin elkarlanean ;
- Euskal Herria helburu, 1994, Txalaparta ;
- Lingua Navarrorum, 1996, Orain ;
- Euskararen aldeko borrokan, 2004, Elkar.

### Linguistique
- Euskara batua zertan den, 1974, Jakin ;
- Fonologiaren matematikuntza, 1978, UEU ;
- Euskal Gramatika, 1978, Éditions Vascas ;
- Euskal fonologia, 1980, Éditions Egilea ;
- Euskal dialektologia, 1983, Éditions Egilea ;
- Euskal azentuaz, 1984, Elkar ;
- Elebidun gizartearen azterketa matematikoa, 1984, UEU.

### Autobiographie
- Gertakarien lekuko, 1985, Haranburu.

### Histoire
- Antigua 1900, 1991, Kutxa ;
- Santa Klara, gure uharte ezezaguna, 2004, Kutxa.

### Articles
- Euskal Herritik erdal herrietara, 1978, Egilea editore ;
- Gertakarien lekuko, 1985, Haranburu